# Freudenbach (Stepenitz)
Der Freudenbach, auch Freudenbaek, ist ein rechter Nebenfluss der Stepenitz. Der rund 17,8 Kilometer lange Bach entspringt im Landkreis Ludwigslust-Parchim in Mecklenburg-Vorpommern, der überwiegende Teil erstreckt sich aber im Brandenburger Landkreis Prignitz.

## Verlauf
Der Freudenbach entspringt am Südhang der Ruhner Berge bei der Wüstung Ruhn. Bis zur mecklenburgisch-brandenburgischen Grenze verläuft er etwa in südlicher Richtung. Von der Grenze aus ist der Lauf des Freudenbachs für etwa einen Kilometer unterbrochen beziehungsweise unterirdisch kanalisiert – der alte Verlauf wird jedoch noch durch die Gemeindegrenze zwischen Berge und Putlitz markiert und zeichnet sich auf Luftbildern in der Vegetation ab.
An der Kreisstraße zwischen Muggerkuhl und Neu Sagast tritt der Freudenbach auf circa 72 m über dem Meeresspiegel wieder an die Oberfläche. In südöstlicher Richtung passiert er Hülsebeck (Gemeinde Pirow). Auf 54,4 m mündet von rechts ein Abzweig vom Schlatbach. Ab diesem Punkt ist der Lauf des Freudenbachs Teil des Naturschutzgebietes Stepenitz. Bis zu seiner Mündung je 1,4 Kilometer westlich von Tacken und südlich von Lockstädt fließt der Bach weiter in südöstlicher Richtung. Er bildet dabei die südwestliche Gemeindegrenze der Stadt Putlitz.